# Casteldidone
Casteldidone är en ort och kommun i provinsen Cremona i regionen Lombardiet i Italien. Kommunen hade 570 invånare (2018).